# Inner Port Shelter
Inner Port Shelter (kinesiska: 西貢海) är en vik i Sai Kung, Hongkong. Den ligger i den nordöstra delen av Hongkong.